# Joseph Chhmar Salas
Joseph Chhmar Salas (Preah Meada, 21 ottobre 1937 – Tang Kok, tra il 2 e il 30 settembre 1977) è stato un vescovo cattolico cambogiano.

## Biografia
Monsignor Joseph Chhmar Salas nacque a Preah Meada il 21 ottobre 1937.

### Formazione e ministero sacerdotale
Iniziò la formazione per il sacerdozio in Cambogia e venne poi inviato in Francia per studiare teologia nel seminario della Società per le missioni estere di Parigi.
Il 2 febbraio 1964 fu ordinato diacono nella cappella del seminario San Sulpizio di Issy-les-Moulineaux da monsignor Pierre Marie Joseph Veuillot, arcivescovo coadiutore di Parigi e futuro cardinale. Il 24 giugno 1964 fu ordinato presbitero per il vicariato apostolico di Phnom-Penh nella cattedrale di Cristo Re a Phnom Penh da monsignor Yves Ramousse. Venne quindi rimandato a Parigi per proseguire gli studi.
Nel 1975 era ancora a Parigi, quando venne richiamato in Cambogia da monsignor Ramousse. In effetti, nei mesi precedenti, la guerra civile si era indurita e i Khmer Rossi erano sul punto di rovesciare la Repubblica Khmer. La presenza di cittadini stranieri era pertanto minacciata. Monsignor Ramousse doveva garantire la presenza di un vescovo in Cambogia nel caso fosse stato forzatamente espulso dal paese.

### Ministero episcopale
Il 6 aprile 1975 papa Paolo VI lo nominò vicario apostolico coadiutore di Phnom-Penh e vescovo titolare di Sigo. Ricevette l'ordinazione episcopale il 14 dello stesso mese, tre giorni prima della caduta della capitale e tra il frastuono dei primi bombardamenti, dal vicario apostolico di Phnom-Penh Yves Ramousse, assistito dal prefetto apostolico di Kompong-Cham André Lesouëf. Poco tempo dopo monsignor Ramousse fu espulso dal paese e si rifugiò in Indonesia dove divenne direttore dell'ufficio per la promozione dell'apostolato tra i cambogiani. Il giovane vescovo si ritrovò rapidamente separato dai missionari occidentali e mescolato con le ondate di migliaia di cittadini di Phnom Penh costretti a lasciare la città per lavorare nelle risaie e nelle campagne.
Il 30 aprile 1976 papa Paolo VI accettò la rinuncia al governo pastorale del vicariato presentata da monsignor Ramousse. Egli aveva rassegnato le dimissioni prendendo atto dell'impossibilità di tornare in Cambogia. Gli succedette monsignor Salas che divenne il primo ordinario diocesano cambogiano. Continuava a lavorare nei campi di riso della regione di Kampong Thom. A causa della carestia causata dalla disorganizzazione del paese, morì di fame e sfinimento a Tang Kok in un giorno tra il 2 e il 30 settembre del 1977 all'età di 39 anni.
Il 1º maggio 2015 monsignor Olivier Schmitthaeusler, vicario apostolico di Phnom-Penh, ha aperto la fase diocesana del processo di beatificazione dei 35 martiri che sono morti durante la guerra civile (1970–1975) e sotto il regime di Pol Pot (1975–1979). Tra essi vi è monsignor Salas. La Chiesa gli ha attribuito il titolo di servo di Dio.

## Genealogia episcopale
La genealogia episcopale è:
- Cardinale Scipione Rebiba
- Cardinale Giulio Antonio Santori
- Cardinale Girolamo Bernerio, O.P.
- Arcivescovo Galeazzo Sanvitale
- Cardinale Ludovico Ludovisi
- Cardinale Luigi Caetani
- Cardinale Ulderico Carpegna
- Cardinale Paluzzo Paluzzi Altieri degli Albertoni
- Papa Benedetto XIII
- Papa Benedetto XIV
- Papa Clemente XIII
- Cardinale Marcantonio Colonna
- Cardinale Giacinto Sigismondo Gerdil, B.
- Cardinale Giulio Maria della Somaglia
- Cardinale Carlo Odescalchi, S.I.
- Vescovo Eugène de Mazenod, O.M.I.
- Cardinale Joseph Hippolyte Guibert, O.M.I.
- Cardinale François-Marie-Benjamin Richard de la Vergne
- Arcivescovo Gustave Mutel, M.E.P.
- Vescovo Auguste Gaspais, M.E.P.
- Vescovo Charles Joseph Lemaire, M.E.P.
- Vescovo Gustave Raballand, M.E.P.
- Vescovo Yves Ramousse, M.E.P.
- Vescovo Joseph Chhmar Salas